# 知本越嶺古道

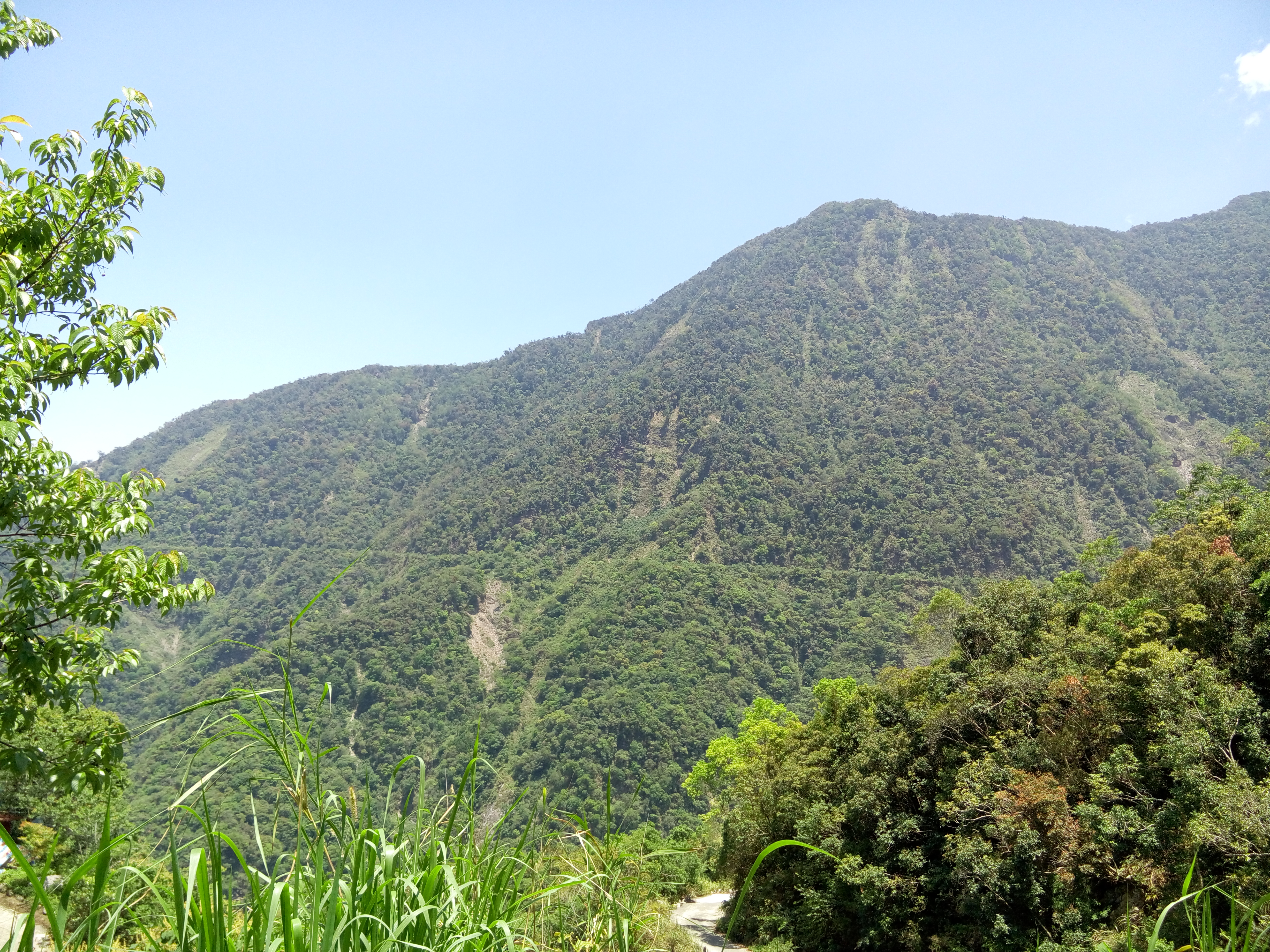
阿禮部落眺望對面的小鬼湖林道，該林道即依知本越嶺古道之基礎修建，目前禁止通行

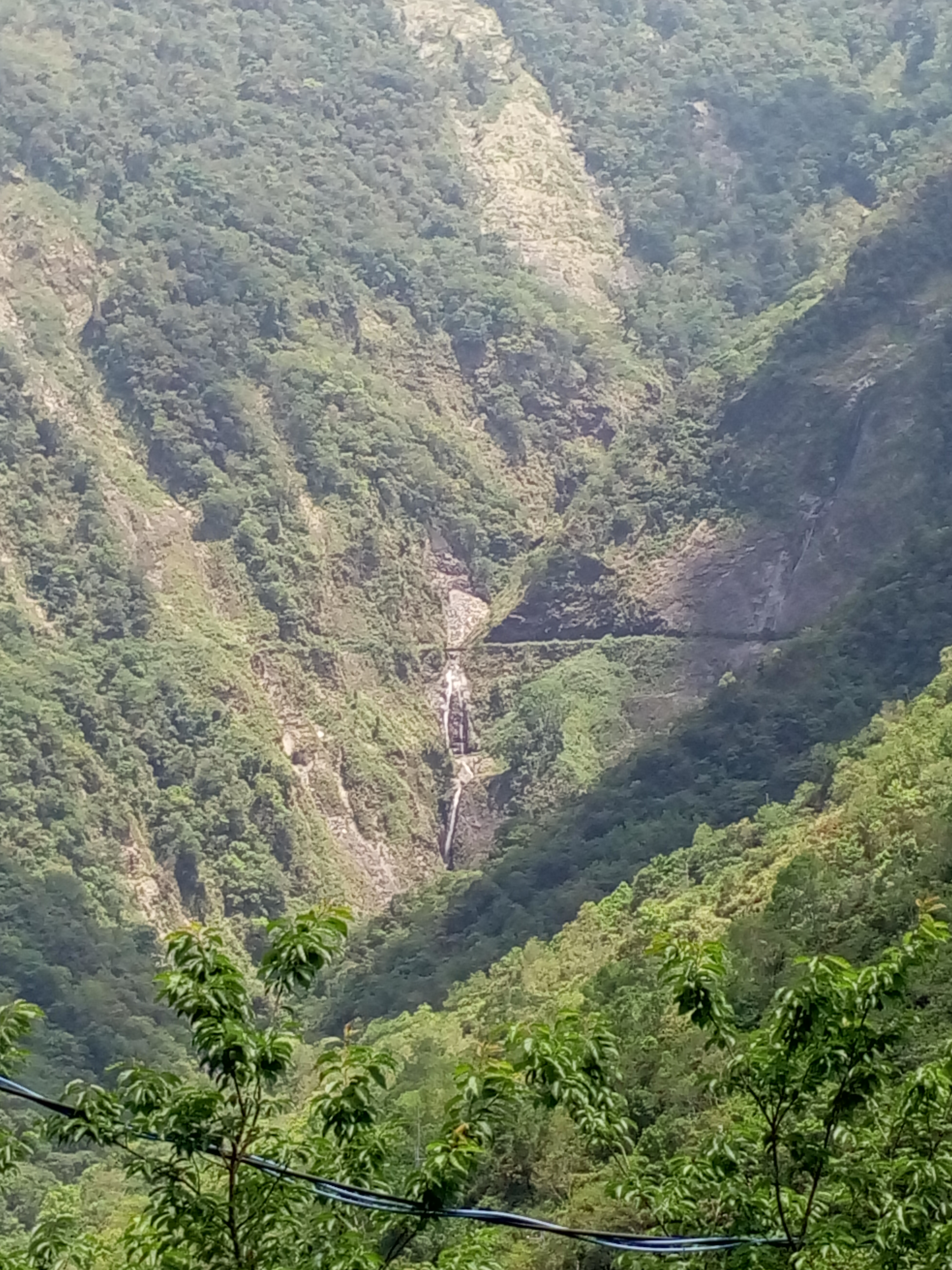
阿禮部落眺望對面的小鬼湖林道入口處，該林道即依知本越嶺古道之基礎修建，目前禁止通行

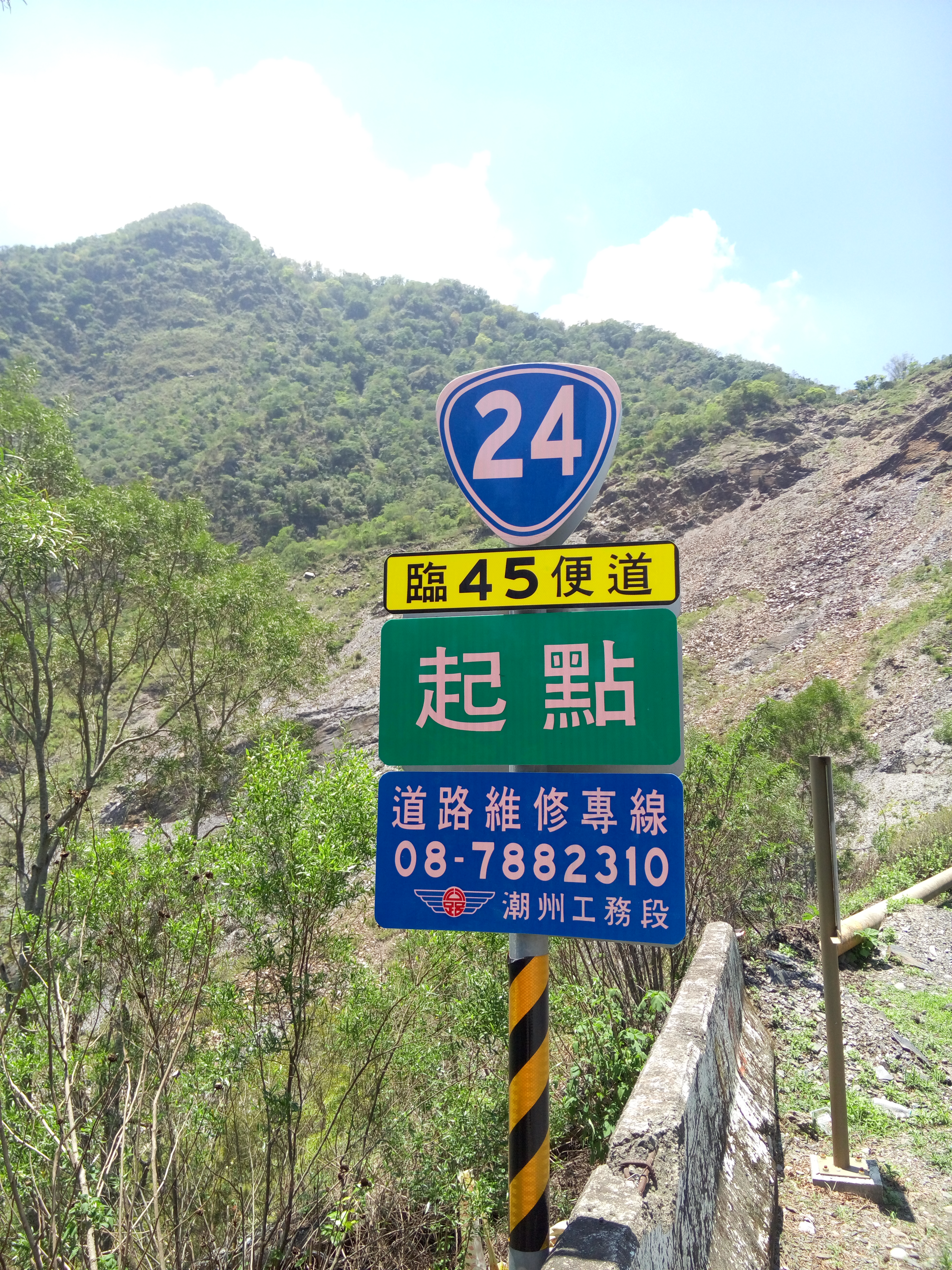
原知本越嶺古道的台 24 線霧台至阿禮部落段因八八風災後撤村而放棄維修降編為台 24 線臨 45 便道

知本越嶺古道為一條位在臺灣南部橫跨於屏東縣霧台至臺東縣知本的古道，又稱之為鬼湖越嶺古道，該古道原本為臺灣省政府新南橫公路建設計畫中的原型路廊，後續因無力維護及環保問題，至今已確認將不會貫通。路線總長約120公里。

## 歷史

### 日治以前
知本越嶺古道最早起始於臺灣早期原住民族魯凱族中的其中一支族群，原居於臺東大南社（後稱為東魯凱族），為了開闢新獵場、找尋新的棲息地，而從臺灣東部的大南社向西經小鬼湖越過知本主山，抵達現今屏東縣霧台鄉一帶形成阿禮部落（後稱西魯凱族）並且，當時原住民在遷至新居住地後，仍常會與原居住地的族群有聯繫關係，因此成為聯繫兩地的狩獵貿易道路。
然而，魯凱族將小鬼湖視為聖湖，不敢貿然去侵犯它，因此道路漸漸的不再是魯凱族人行走，轉而由排灣族人將這條道路視為重要的貿易道路而使用。

### 日治時期
甲午戰爭清帝國戰敗後，臺灣割讓給日本進入臺灣日治時期，當時日本人正為臺灣山區大興土木，興建多條山區越嶺道路而知本越嶺古道並未受到日本方面重視而沒有修築，直到1927年，在越嶺道路興建風潮過後，臺灣總督府為監視山區魯凱族，以及當時考慮因原有的楓港－呂家溪（今利嘉溪）之東西橫貫公路因時局演變，故須再建築一條屏東直達臺東之汽車道路，並希望能在1944年可完工，因此才開始依照原住民所走過之路徑進行道路修築。
依據當時史料紀載，該路段起自高雄州屏東郡蕃地山地門，在跨越中央山脈高標高1682公尺之鞍部後沿知本溪到達台東郡卑南庄知本，總長度為120公里，該路段自1945年3月10日完工通車後，由於通過地區地質極為脆弱，當時日本人在資料中不諱言的表示，要保持知本越嶺古道全線通車頗為困難。
日治時代知本越嶺道的路線為山地門─霧台─阿禮─榛─霧頭山─松山─高雄州、台東廳界─知本山─霧山─深山─見晴─追分─知本溫泉─知本。

### 臺灣戰後時期
戰後，中華民國國民政府接收臺灣後，曾依照日治時期原有之路線在1962年，將屏東市起至三地門鄉之公路納編為縣道190線，三地門至霧台阿禮部落之路段為產業道路，然而後因為部份路基沖毀，臺灣省政府無力重建，僅剩下屏東至霧台阿禮部落的路段可通行車輛，而阿禮部落以東亦有聯絡當時位在知本主山周圍進行大理石開採的三家礦業公司之林道供汽車行駛，稱之為小鬼湖林道，後亦可經過小鬼湖後接上知本林道進入臺東縣。
知本越嶺古道東段後續改為知本林道，為臺灣1960年代的山區伐木道路，全長約25公里，結束伐木後，行政院農業委員會林務局台東林管處便放棄道路不再維修，2015年時僅能夠通行至約11.5公里處。
1978年縣道190線升格為省道，編號為台22線，並計劃自阿禮部落沿既有的小鬼湖林道向東穿越中央山脈經知本林道至臺東知本，亦修復過去日治時期所遺留下的越嶺道路，但因後續政府財政與環保因素至今仍無貫通計畫。1988年後，當時依舊還在知本主山開採大理石的弘易礦場宣布停止開採，後續小鬼湖林道廢棄使用而沒有維護，並且禁止民眾進入，因此通車路線僅能到達霧台阿禮部落。1993年原台22線路線編號調整為台24線。
2009年8月臺灣遭受莫拉克颱風侵襲，造成台24線三地門至霧台路段多處崩塌毀壞，因使得霧台至阿禮之間的道路嚴重毀壞，後續阿禮部落及吉露部落以安全為由撤村至山下，也因此公路總局認定已無維護之必要後將霧台至阿禮路段僅以緊急災難搶救道路之名降編為台24線臨45便道。
2011年3月28日行政院正式公告解編阿禮至知本路段，至此，知本越嶺古道已確定將不會再修建為橫貫道路。

## 路線
屏東縣三地門（水門）－隘寮溪－霧台村－去霧－阿禮部落－松山越山（海拔 1743 公尺）－霧頭山（海拔 2736 公尺）－知本主山（海拔 2229 公尺）－大南溪－臺東縣知本溫泉。

## 周遭景點
- 小鬼湖
- 知本溫泉

## 資料來源
1. 1 2 3  . 國民旅遊出版社. 1999-12-01. ISBN 9578554664.
2. 1 2 3 4  . 遠足文化. 2002-05-01. ISBN 9868015421.
3. ↑  .   [2015-05-30]. （原始内容存档于2004-09-11）.
4. ↑  . . 臺中: 大社會文化事業出版社（原作者：1945年台灣總督府）. 1999.
5. 1 2  . 貓頭鷹生態博物館.   [2015-05-30]. （原始内容存档于2015-05-30）.
6. ↑  . 台灣山林優游網.   [2015-05-30]. （原始内容存档于2015-05-30）.
7. ↑  . 臺東觀光旅遊網.   [2015-05-30]. （原始内容存档于2015-05-30）.
8. ↑  . 健行筆記.   [2015-05-30]. （原始内容存档于2015-05-30）.
9. ↑  .   [2015-05-30]. （原始内容存档于2022-05-31）.

## 外部連結
- 中華民國行政院農業委員會林務局-臺灣山林悠遊網-知本林道  （页面存档备份，存于）